# Droga wojewódzka nr 982
Droga wojewódzka nr 982 (DW982) – droga wojewódzka w województwach podkarpackim i małopolskim o długości 36 km łącząca Szczucin i Jaślany.

## Miejscowości leżące przy trasie DW982
- Szczucin (DK73)
- Sadkowa Góra (DW983)
- Jaślany (DW985)